# Пьер де Дакс (виконт Тартаса)

Пьер де Дакс (Pierre de Dax) — виконт Тартаса, сеньор Микса и Остабарре.
Исторические документы, в которых он упоминается прижизненно или вскоре после смерти, не сохранились. Вся информация — из книги Жана де Жургена «La Vasconie : étude historique et critique sur les origines du royaume de Navarre, du duché de Gascogne, des comtés de Comminges, d’Aragon, de Foix, de Bigorre, d’Alava & de Biscaye, de la vicomté de Béarn et des grands fiefs du duché de Gascogne».
Старший сын Раймона-Арно, виконта Тартаса и Дакса.
Наследовал отцу после 1248 года.
Восстал против короля Англии, который в качестве герцога Гаскони являлся его сюзереном по виконтству Тартас. В 1269 году было заключено соглашение, согласно которому обязался заплатить 6 тысяч солей морлан (sols morlans) в обмен на прощение всех грехов и освобождение пленных. Также принц Эдуард возвратил ему замок Юза.
Умер между 1272 и 1275 годами.
Жена — Амирабль, происхождение не выяснено. Сын:
- Жан де Дакс (ум. 1283), виконт Тартаса.